# Song for Bob Dylan
Song for Bob Dylan est une chanson écrite par l'auteur-compositeur-interprète anglais David Bowie pour son album de 1971 Hunky Dory. La chanson fait référence à l'hommage de Bob Dylan à Woody Guthrie en 1962, Song to Woody,. 

## Histoire et enregistrement
David Bowie crée Song for Bob Dylan le 3 juin 1971 lors d'une session de concert de la BBC, avec George Underwood (son ami d'école et co-membre du groupe King Bees) au chant. Bowie la présente sous le titre Song for Bob Dylan - Here She Comes.
Elle est enregistrée pour la première fois aux studios Trident de Londres pour Hunky Dory le 8 juin 1971. Bowie est le chanteur, et le titre a été simplifié en Song for Bob Dylan.  Pendant les sessions plusieurs reprises sont rejetées ; la version retenue est celle du 6 août. 
Bowie explique en 1976 dans une interview de Melody Maker :
« There's even a song – Song for Bob Dylan – that laid out what I wanted to do in rock. It was at that period that I said, 'okay (Dylan) if you don't want to do it, I will.' I saw that leadership void. Even though the song isn't one of the most important on the album, it represented for me what the album was all about. If there wasn't someone who was going to use rock 'n' roll, then I'd do it. »
« Il y a même une chanson, Song for Bob Dylan, qui exposait ce que je voulais faire dans le rock. C'était l'époque où j'ai dit « Ok, Dylan, si tu ne veux pas le faire, je le ferai ». Je voyais cet espace à prendre. Même si la chanson n'est pas la plus importante de Hunky Dory, elle représentait pour moi le sujet de tout l'album. S'il n'y avait personne pour utiliser le rock 'n' roll, alors je le ferai. »

## Composition et analyse
Il y a débat pour savoir si l'hommage à Bob Dylan est un éloge funèbre ou plutôt une harangue. Bowie revendique les références au style de son aîné. La chanson est en la majeur et le  coda « dylanesque, mais ni parodique ni servilement imité » est décrit comme « l'atteinte de l’extase quand la guitare électrique tisse des arabesques éméchés autour des impulsions d'accords cassés de deux guitares acoustiques ». La ligne de basse simple et descendante qui accompagne la progression des accords évoque le Dylan de l'année 1965. Bowie imite également la voix nasale de Dylan tout au long de la chanson et les paroles reflètent son style avec de brefs couplets et des refrains enflammés. 
La référence à l'hommage de Bob Dylan à Woody Guthrie est présente dès le premier vers : Bowie chante « Now, hear this, Robert Zimmerman, I wrote a song for you » (utilisant le nom de naissance de l'Américain) où Dylan a écrit « Hey, hey, Woody Guthrie, I wrote you a song ».
La description donnée de la voix de Dylan (« like sand and glue », comme du sable et de la colle) trouve un écho dans l'impression ressentie par Joyce Carol Oates en entendant le folksinger pour la première fois : « comme si le papier de verre pouvait chanter ».

## Autres versions
- BBC Pick Of The Pops (349) contient une version de la chanson enregistrée lors du passage de Bowie dans l'émission de la BBC Pick Of The Pops (Show # 349, 1971), animée par John Peel[8].

## Personnel
- David Bowie - chant, guitare acoustique
- Mick Ronson - guitares électriques, chœurs
- Trevor Bolder - basse
- Mick Woodmansey - batterie
- Rick Wakeman - piano